# 293-й истребительный авиационный полк
293-й истребительный авиационный полк (293-й иап) — воинская часть Военно-Воздушных сил (ВВС) Вооружённых Сил РККА, принимавшая участие в боевых действиях Великой Отечественной войны.

## Наименования полка

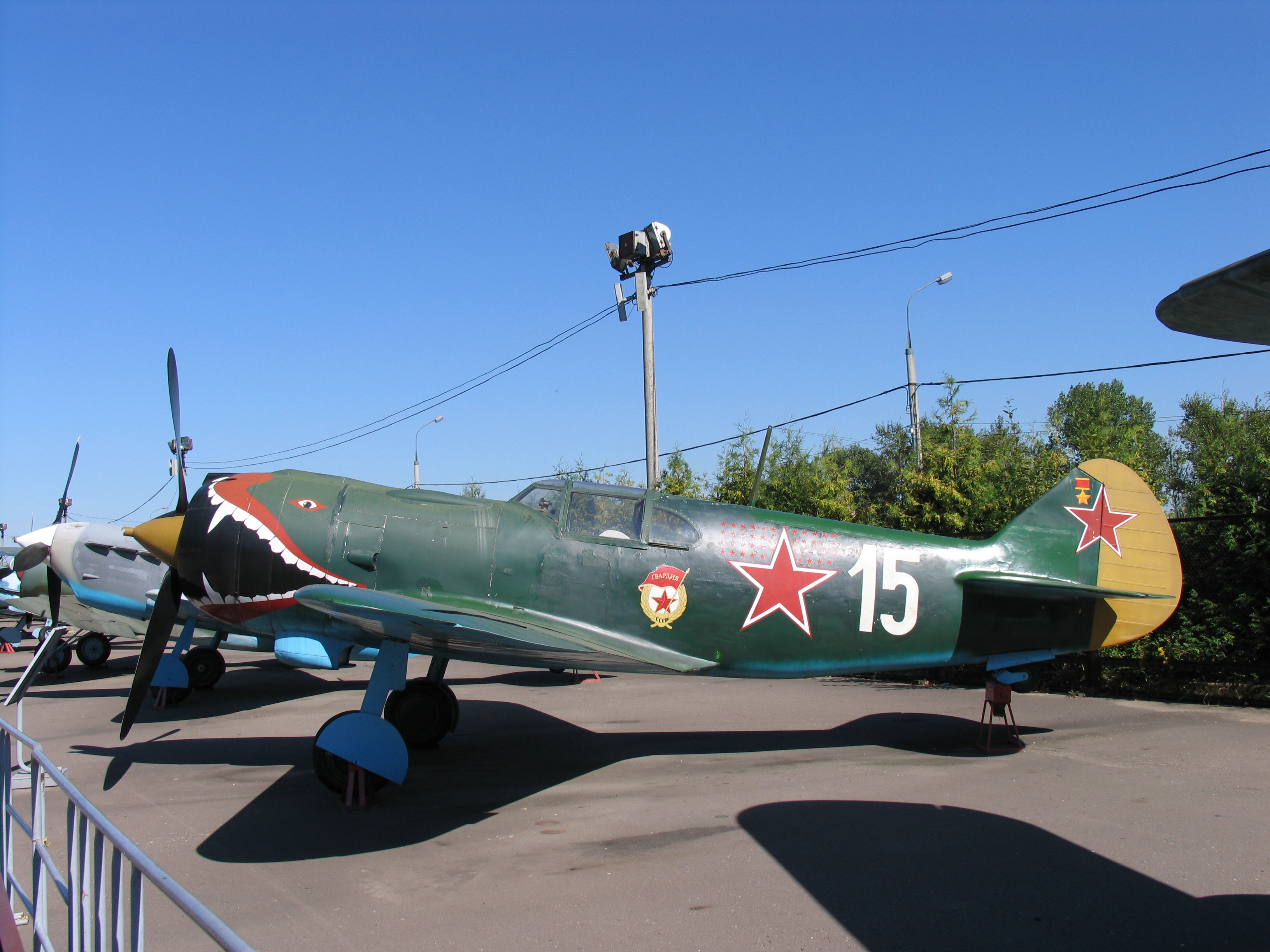
Ла-5

- 293-й истребительный авиационный полк
- Полевая почта 35414

## Создание полка
293-й истребительный авиационный полк начал формироваться в феврале 1941 года в Одесском военном округе на аэродроме Теплицы в составе 65-й истребительной авиационной дивизии Одесского военного округа неа основании Приказа НКО СССР

## Расформирование полка
293-й истребительный авиационный полк в январе 1946 года в связи с проводимыми сокращениями был расформирован вместе со 185-й иад в составе 14-го Рижского истребительного авиационного корпуса 15-й воздушной армии Прибалтийского военного округа

## В действующей армии
В составе действующей армии:
- с 11 сентября 1941 года по 16 сентября 1941 года,
- с 13 марта 1942 года по 14 июля 1942 года,
- с 15 октября 1942 года по 9 марта 1943 года,
- с 21 апреля 1943 года по 28 мая 1943 года,
- с 27 июля 1943 года по 28 сентября 1944 года,
- с 15 октября 1944 года по 9 мая 1945 года.

## Командиры полка
- майор Сыров Анисим Иванович (погиб)[5], 16.08.1941 — 27.03.1942
- капитан, майор Орлов Константин Фёдорович[5], 11.04.1942 — 02.10.1942
- майор, подполковник Кетов Александр Иванович[5][6], 03.10.1942 — 12.1945

| Як-9 | Як-7УТ | Як-7 |

## В составе соединений и объединений
| Период        | Фронт (округ)                                | армия                                | корпус                                 | дивизия                                       | примечание                                   |
| ------------- | -------------------------------------------- | ------------------------------------ | -------------------------------------- | --------------------------------------------- | -------------------------------------------- |
| 27.02.1941 г. | Одесский военный округ                       | ВВС округа                           |                                        | 65-я истребительная авиационная дивизия       | Теплицы                                      |
| 11.09.1941 г. | Северо-Кавказский военный округ              | ВВС округа                           |                                        | 11-й запасной истребительный авиационный полк | г. Ростов-на-Дону                            |
| 17.09.1941 г. | Приволжский военный округ                    | ВВС округа                           |                                        | 16-й запасной истребительный авиационный полк | пос. Баланда Саратовской области, Як-1       |
| 14.02.1942 г. | Приволжский военный округ                    | ВВС округа                           |                                        | 16-й запасной истребительный авиационный полк | Формирование закончено, Як-1                 |
| 28.02.1942 г. | Резерв Верховного Главнокомандования         |                                      |                                        | 3-я запасная авиационная бригада              | Як-1                                         |
| 13.03.1942 г. | Волховский фронт                             | ВВС фронта                           |                                        |                                               | Як-1                                         |
| 05.04.1942 г. | Волховский фронт                             | ВВС фронта                           |                                        | 1-я ударная авиационная группа                | Як-1                                         |
| 15.07.1942 г. | Волховский фронт                             | ВВС фронта                           |                                        | 1-я ударная авиационная группа                | убыл на доукомплектование                    |
| 16.07.1942 г. | Приволжский военный округ                    | ВВС округа                           |                                        | 16-й запасной истребительный авиационный полк | переформирован                               |
| 15.10.1942 г. | Сталинградский фронт                         | 8-я воздушная армия                  |                                        | 287-я истребительная авиационная дивизия      | Як-1                                         |
| 25.10.1942 г. | Сталинградский фронт                         | 8-я воздушная армия                  |                                        | 287-я истребительная авиационная дивизия      | пополнен Ла-5                                |
| 03.01.1943 г. | Южный фронт                                  | 8-я воздушная армия                  |                                        | 287-я истребительная авиационная дивизия      | Як-1, Ла-5                                   |
| 01.02.1943 г. | Южный фронт                                  | 8-я воздушная армия                  |                                        | 287-я истребительная авиационная дивизия      | боевой работы не вёл                         |
| 10.03.1943 г. | Приволжский военный округ                    | ВВС округа                           |                                        | 8-й запасной истребительный авиационный полк  | Багай-Барановка Саратовской области          |
| 21.04.1943 г. | Северо-Кавказский фронт                      | 4-я воздушная армия                  |                                        | 287-я истребительная авиационная дивизия      | Як-1, Ла-5                                   |
| 30.05.1943 г. | Степной военный округ                        | Резерв Верховного Главнокомандования |                                        | 287-я истребительная авиационная дивизия      | Саратов                                      |
| 24.06.1943 г. | Московский военный округ                     |                                      |                                        | 287-я истребительная авиационная дивизия      | Химки, переучился на Як-9                    |
| 24.07.1943 г. | Резерв Верховного Главнокомандования         |                                      | 11-й смешанный авиационный корпус      |                                               | Як-9                                         |
| 27.07.1943 г. | Брянский фронт                               | 15-я воздушная армия                 | 11-й смешанный авиационный корпус      |                                               | Як-9                                         |
| 20.10.1943 г. | 2-й Прибалтийский фронт                      | 15-я воздушная армия                 | 11-й смешанный авиационный корпус      |                                               | Як-9                                         |
| 28.09.1944 г. | 2-й Прибалтийский фронт                      | 15-я воздушная армия                 | 14-й истребительный авиационный корпус | 185-я истребительная авиационная дивизия      | Як-9                                         |
| 29.09.1944 г. | 2-й Прибалтийский фронт                      | 15-я воздушная армия                 | 14-й истребительный авиационный корпус | 185-я истребительная авиационная дивизия      | переформирован, аэр. Скильвяны, Латвия, Як-9 |
| 01.04.1945 г. | Ленинградский фронт Курляндская группа войск | 15-я воздушная армия                 | 14-й истребительный авиационный корпус | 185-я истребительная авиационная дивизия      | Як-9                                         |
| 09.05.1945 г. | Ленинградский фронт Курляндская группа войск | 15-я воздушная армия                 | 14-й истребительный авиационный корпус | 185-я истребительная авиационная дивизия      | Як-9                                         |
| 10.05.1945 г. | Прибалтийский военный округ                  | 15-я воздушная армия                 | 14-й истребительный авиационный корпус | 185-я истребительная авиационная дивизия      | Як-9                                         |
| 01.01.1945 г. | Прибалтийский военный округ                  | 15-я воздушная армия                 | 14-й истребительный авиационный корпус | 185-я истребительная авиационная дивизия      | расформирован                                |

## Первая известная воздушная победа полка
Первая известная воздушная победа полка в Отечественной войне одержана 12 октября 1941 года: старший лейтенант Михин Я. Ф. в воздушном бою в районе Подберезье сбил немецкий истребитель Ме-109.

## Участие в сражениях и битвах
- Любанская наступательная операция — с 13 марта 1942 года по 30 апреля 1942 года.
- Сталинградская битва — с 14 октября 1942 года по 2 февраля 1943 года.
- Воздушная блокада Сталинграда — Операция «Кольцо» — с 23 ноября 1942 года по 2 февраля 1943 года.
- Котельниковская операция — с 12 декабря 1942 года по 30 декабря 1942 года.
- Северо-Кавказская наступательная операция — с 1 января 1943 года по 4 февраля 1943 года.
- Ростовская операция — с 1 января 1943 года по 18 февраля 1943 года.
- Ворошиловградская операция — с 29 января 1943 года по 18 февраля 1943 года.
- Воздушные сражения на Кубани — с 20 апреля 1943 года по 30 мая 1943 года.
- Курская битва — с 5 июля 1943 года по 23 июля 1943 года
- Орловская операция «Кутузов» — с 27 июля 1943 года по 18 августа 1943 года
- Брянская операция — с 17 августа 1943 года по 3 октября 1943 года
- Ленинградско-Новгородская операция — с 14 января 1944 года по 1 марта 1944 года
- Режицко-Двинская операция — с июля 1944 года по август 1944 года
- Рижская операция — с 15 октября 1944 года по 22 октября 1944 года.
- Прибалтийская операция — с 15 октября 1944 года по 24 ноября 1944 года.
- Блокада и ликвидация Курляндской группировки — с 15 октября 1944 года по апрель 1945 года.
- Восточно-Прусская операция — с 13 января 1945 года по 25 апреля 1945 года.
- Кенигсбергская операция — с 6 апреля 1945 года по 9 апреля 1945 года.

## Отличившиеся воины
- Елизаров Сергей Михайлович, лётчик полка в 1942 году, гвардии старший лейтенант, Указом Президиума Верховного Совета СССР от 29 июня 1945 года удостоен звания Герой Советского Союза будучи командиром звена 9-го гвардейского истребительного авиационного полка 303-й истребительной авиационной дивизии 1-й воздушной армии. Золотая Звезда № 6232.
- Логвиненко Николай Павлович, капитан, командир эскадрильи 293-го истребительного авиационного полка 287-й истребительной авиационной дивизии 4-й воздушной армии Указом Президиума Верховного Совета СССР 24 августа 1943 года удостоен звания Герой Советского Союза Золотая Звезда № 1144
- Нагорный Виктор Сергеевич, старший лейтенант, командир звена 293-го истребительного авиационного полка 11-го смешанного авиационного корпуса 15-й воздушной армии 2-го Прибалтийского фронта Указом Президиума Верховного Совета СССР 1 июля 1944 года удостоен звания Герой Советского Союза Золотая Звезда № 4042
- Олейник Григорий Никитович, капитан, заместитель командира эскадрильи 293-го истребительного авиационного полка 287-й истребительной авиационной дивизии 4-й воздушной армии Указом Президиума Верховного Совета СССР 24 августа 1943 года удостоен звания Герой Советского Союза Золотая Звезда № 1141
- Сафронов Сергей Иванович, капитан, командир эскадрильи 293-го истребительного авиационного полка 287-й истребительной авиационной дивизии 4-й воздушной армии Указом Президиума Верховного Совета СССР 24 августа 1943 года удостоен звания Герой Советского Союза Золотая Звезда № 1140

## Благодарности Верховного Главнокомандования
Верховным Главнокомандующим объявлены благодарности полку в составе 185-й иад:
- за овладение городом Рига[7]

## Статистика боевых действий
За годы Великой Отечественной войны полком:
| Выполнено боевых вылетов | Сбито самолётов противника в воздухе | Сбито самолётов противника всего |
| ------------------------ | ------------------------------------ | -------------------------------- |
| 5453                     | 315                                  | 315                              |

Свои потери:
| Потеряно самолётов, всего | Погибло лётчиков всего |
| ------------------------- | ---------------------- |
| 107                       | 77                     |

## Самолёты на вооружении
| Период      | Самолёты |
| ----------- | -------- |
| 1941 — 1942 | Як-1     |
| 1942 — 1943 | Ла-5     |
| 1943 — 1946 | Як-9     |

## Базирование
| Период               | Аэродромы      |
| -------------------- | -------------- |
| 06.1945 — 01.01.1946 | Елгава, Латвия |